# Anouar Kali
Anouar Kali (in arabo أنور كالي‎?; Utrecht, 3 giugno 1991) è un ex calciatore marocchino con cittadinanza olandese, di ruolo centrocampista.

## Carriera

### Club
Il 21 settembre 2016 nella gara contro l'Ajax viene espulso tramite l'utilizzo della moviola in campo, risultando il primo giocatore nella storia del calcio a subire questa sanzione.

### Nazionale
Ha giocato nelle nazionali giovanili marocchine Under-20 ed Under-23.